# Ed Wang
(en) Statistiques sur pro-football-reference
Edward Kai Wang (né le 12 mars 1987 à Fairfax) est un sportif professionnel américain de football américain ayant joué dans la National Football League (NFL) pendant quatre saisons.
Au niveau universitaire, il a joué dans la NCAA Division I FBS pendant deux saisons pour les Hikies de l'Institut polytechnique et université d'État de Virginie (Virginia Tech).
Sélectionné lors du cinquième tour de la draft 2010 par la franchise des Bills de Buffalo, il y reste deux saisons.
Il ne dispute plus de match de saison régulière par la suite ayant été libéré après les matchs préparations 2012 et 2013 respectivement par les Raiders d'Oakland et les Eagles de Philadelphie.

## Biographie

### Jeunesse
Né à  Fairfax en Virginie, Wang étudie au lycée Stone Bridge d'Ashburn où il joue au football américain et où il est désigné meilleur joueur 2004 de son État par Gatorade.

### Carrière universitaire
Wang étudie à l'Institut polytechnique et université d'État de Virginie (Virginia Tech) et y joue pour l'équipe de football américain universitaire des Hokies dans la NCAA Division I FBS pendant deux saisons. En 2009, il est sélectionné dans la deuxième équipe de l'Atlantic Coast Conference. Il se voit attribuer le surnom de Godzilla du fait de son jeu agressif, de sa stature et de ses origines asiatiques,.

### Carrière professionnelle
Ed Wang est sélectionné en 140e choix lors du cinquième tour de la draft 2010 de la NFL par la franchise des Bills de Buffalo. Il est alors le premier joueur d'origine chinoise sélectionné lors d'une draft de la NFL.
Remplaçant durant sa saison rookie, il participe à six matchs de saison régulière. Il est libéré à la suite d'une blessure le 3 septembre 2011 et placé sur la liste des réservistes blessés le 4 septembre,,. Il est définitivement libéré par les Bills le8 novembre 2011,
Le 2 mai 2012, Wang signe un contrat avec les Raiders d'Oakland. Cependant, il n'y reste que le temps de la pré-saison car les Raiders le libère le 5 septembre 2012 à la suite d'une nouvelle blessure, un accord financier ayant été conclu entre les deux parties,.
Le 15 février 2013, Wang signe un contrat de deux ans avec les Eagles de Philadelphie et participe au camp d'entraînement ainsi qu'aux premiers matchs de la pré-saison avant d'être libéré le 19 août 2013.

## Vie privée
Les parents de Edward ont été des athlètes qui ont représenté la Chine aux Jeux olympiques d'été de 1984. Son jeune frère, David Wang, a également joué pour les Hokies de Virginia Tech.